# Вајонити
Вајунити или Вајонити су једно од јужнословенских племена који су живели у периоду од 6—9. века на југозападном делу Балканског полуострва.
У почетку су насељавали горњи слив реке Бистрице. Касније су се постепено пребацивали на источну обалу Јонског мора, где су се граничили са грчком становништвом. Центар вајонитских насеља до 800. био је Епир и јужна Албанија. Престоница Вагенетије, вајонитске склавиније било је место Главинице тј. Балш у данашњој јужној Албанији.
На Фотијевом сабору 879/880. био је присутан и Стефан, епископ Вагонитије, што сведочи да су до тада вајонити већ били делом покрштени. Пошто се ова област налазила у Епиру, у околини Јањине, сматра се да су живели управо на том подручју. Област Вагенетија спомиње се у историјским изворима све до XIV века.
Име Вајонити, је највероватније потекло од његовог бунтовног карактера. Дуго су задржали традиционална словенска веровања, иако су хришћанство примили доста рано.
До почетка 11. века, када је почео пад јужнословенских држава, Вајонити су пали под власт Византијског царства.
Након Душанових освајања, а и након његове смрти Епиром влада Тома Прељубовић који покушава да ојача српску заједницу дајући им разне повластице и земљу. По Јовану Цвијићу, у току српске владавине, један део колониста се населио у Епир који се мешао са староседелачким словенским становништвом које је било бројније и које га је асимилирало временом.
Главни занимања су им била пољопривреда и сточарство. У периоду од 13—16. века Вајонити нестају утапањем међу племенима приобалних група, која су убрзано хеленизују и постају део будуће грчке нације. На овај начин су током 15. и 16. века Вајонити углавном хеленизовани иако у томе периоду владају Османлије. Велики број српских идиома и фраза је уткан у говор Грка северног Епира у јужној Албанији. По Цвијићу један део Словена се од 13—16. века исељавао у Северну Македонију.
Француски конзул Лежеан у Османском царству је боравећи у Албанији средином 19. века пронашао словенске оазе на подручју ушћа реке Војуше, неколико села која су опстала упркос албанизацији и хеленизацији.
Како су се смењивала царства, тако су Вајонити били уткани у друге народе. Један део је бугаризован, ало врло брзо је та бугаризација спласнула након пропасти Бугарског царства, један део је хеленизован,  док је један данас део северномакедонског народа након што је мигрирао у данашњу Северну Македонију и наравно један део је албанизован. Изворно Вајонити нису били народ већ словенско племе, а с обзиром на даљину Србије и Бугарске и релативно кратку дужину њихових власти у Епиру, нису успели да уђу у национални корпус та два народа сем делимично и недугорочно, а нису успели ни да створе своју независну државу, што је као последицу имало нестанак и асимилацију.
Има мишљења да Вајунити не могу бити друго сем Срби. Њихово име је изведено из имена војници, а треба имати у виду да су Вајунити грчки назив слично као што су Драговићи били Драгувити, а и сама појава Вајунита везује за долазак Срба на Балкан са севера Европе које је описао Константин Порфирогенит. Према записима којим се располаже нарочито у Чудима Светог Димитрија, Вајунити су учествовали у опсади Солуна али нису у опсади Константинопоља, јер су се после пораза код Солуна преселили у Епир и подручје око Војуше, управо у време кад долази први талас Срба из Лужице у Тесалију у околину Сервије у северној Грчкој. Вајунити су једина словенска заједница од насељених словенских племена која је након боравка једног времена у Хелади извршила миграцију. Учествовали су у опсади Солуна 617. али нису у опсади Константинопоља 626. године што значи да се та миграција десила између те две опсаде. На њихово упражњено место, стигли су Срби из Бојке у град који се већ зове Сервија, која се управо налазила на горњем току Бистрице коју су Вајунити првобитно насељавали, па су по неким истраживачима Вајунити били српско племе. Вајунити формирају своју Склавинију која се зове по њима Војунитија па отуда име реке Војуше, а име Вагенетије долази такође по њима или по неким истраживачима античком путу који се звао Via Egnatia којим су они дошли из Солунске регије а који се сада налазио на њиховој новој територији па се слагањем речи извела именица Вaгенетија која означава сву територију коју они насељавају јужно од тог пута све до Епира. Топоними попут Вијаните или Вијантије се помињу у  16. веку, док и данас постоји село Војник које се налази северо-источно од Берата, далеко изнад реке Војуше и Осум.
Владари Вагенетије након освајања њихове територије од стране Византије су били архонти спатар Теодор из 8. века и протоспатар Иларион из 9. века а то је утврђено на основу археолошких налазака њихових печата. Име Вагенетије егзистира до 14-15. века када доласком и освајањем Турака територија мења име у албанско Делвине, што је касније постало званично име отоманског санџака Делвина.
Последњи помен Вагенетије сe у историји јавља 1386. године када се локални владар Јован Зеневис проглашава севастократором Вајонете тј Вагенетије  и господар Загорја. Прилично је нејасно његово порекло, али с обзиром да је хтео да наследи традицију Вајунитије имплицира да је бар делимично имао вајунитске корене, могуће да је и генеза вајунитско-српско-ромејско-грчких корена за шта има пуно индикација. Уопште тај регион Епира је био изложен таквој вишевековној генези. Имена деце Јована су типично грчка, порекло породице је са Пиндских планина, а рођен је и младост провео у Загорју, пределу између Перметија и Ђирокастре. 
Јован Зеневис се борио на страни Срба у Битки на Саурском пољу 1385. против Турака после чега тај део Зете врло брзо губи самосталност. Јован који држи територију испод Валоне постаје турски вазал након те битке. Једно време је био спона између српских територија које су држали Балшићи тј територија Руђине Балшић која је владала кнежевином Валоном и Евдокије Балшић која је имала легитимно право да наследи територију Епира након смрти мужа Исава Буонделмонтија, наследника Томе Прељубовића. По историчару Бернанду Освалду који је написао дело Критика Токове хронике, 1411. године извршена је револуција у Епиру и прогнана је Евдокија Балшић која је побегла у Ђирокастру код Јована Зеневиса. Јован је био ожењен ћерком сестре Јована Прељубовића, а сина је морао послати као таоца у Турску који је касније постао бег Хамза који је владао делом Пелопонеза где су још увек егзистирали Милинзи. Јована су италијани по записима звали Сарбиса, што имплицира на српском Србиша, али је он у каснијој историографији сврстан као албанска личност. Јован је ускоро признао венецијанску власт иако је имао уговор са турцима па су Турци ускоро освојили његове поседе у исто време када и поседе Руђине Балшић и они су пребегли на Крф. Тиме је Вагенетија престала да постоји а Јован је умро на Крфу 1418. Његов унук Симон Зеневис је наставио борбу за Загорје против Турака у садејству Љешке лиге под подршком Напуљске кнежевине и владао је из тврђаве Стровило.